# Olga Sergejewna Kutscherenko

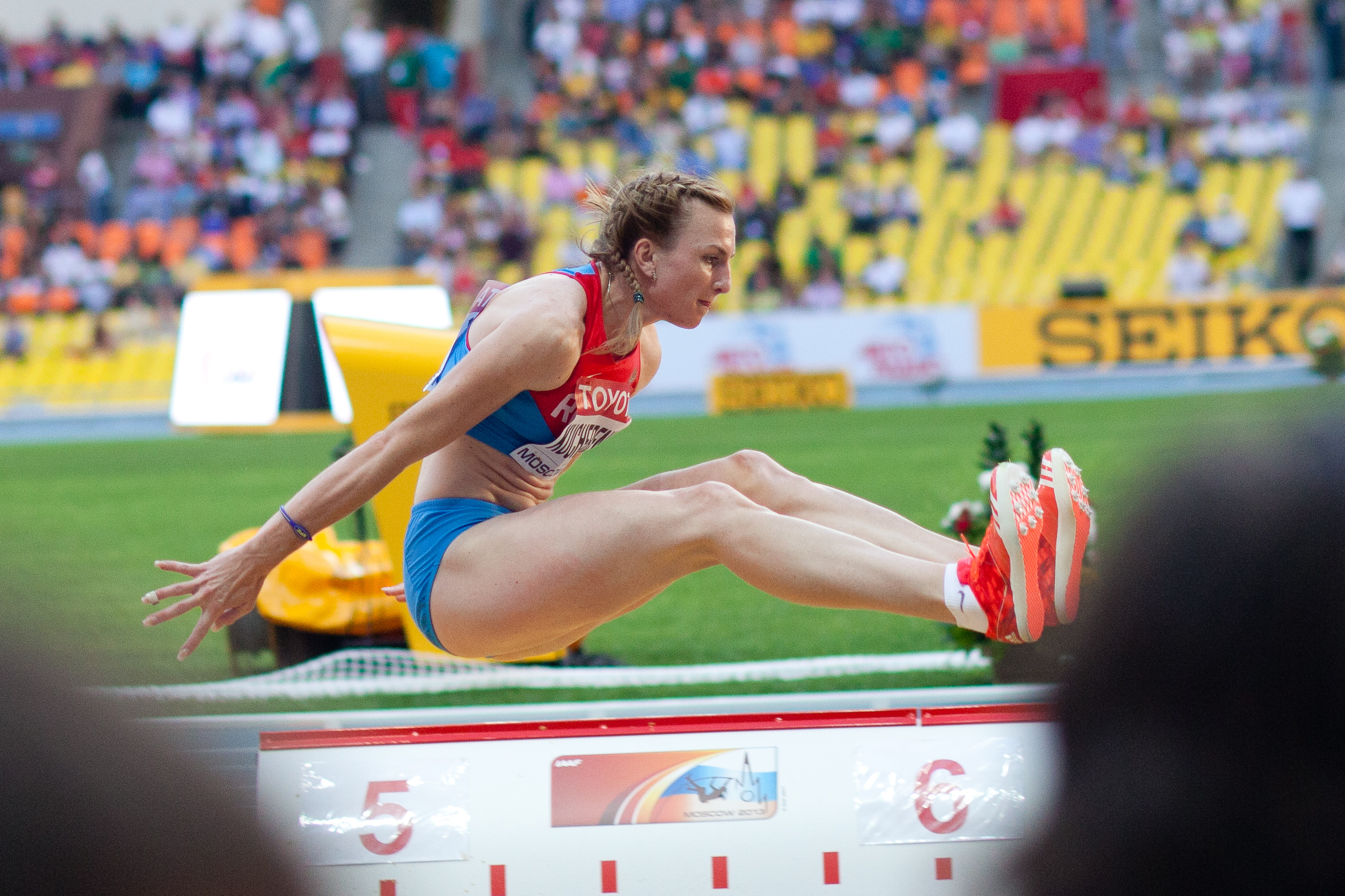
Olga Kutscherenko 2013

Olga Sergejewna Kutscherenko (russisch Ольга Сергеевна Кучеренко, engl. Transkription Olga Kucherenko; * 5. November 1985 in Wolgograd) ist eine russische Weitspringerin.
2009 gewann sie Bronze bei den Leichtathletik-Halleneuropameisterschaften in Turin und wurde Fünfte bei den Weltmeisterschaften in Berlin.
Im Jahr darauf gewann sie Bronze bei den Europameisterschaften in Barcelona.
Olga Kutscherenko wird von Galina Schkurlatowa trainiert und startet für den Verein Dinamo.

## Doping
Bei den Leichtathletik-Weltmeisterschaften 2011 im südkoreanischen Daegu errang sie mit einer Weite von 6,77 m zunächst die Silbermedaille hinter der US-Amerikanerin Brittney Reese. Ihr wurde jedoch anschließend ein Verstoß gegen die Antidopingbestimmungen nachgewiesen und für zwei Jahre gesperrt. Die bei diesen Weltmeisterschaften zunächst errungene Silbermedaille musste sie zurückgeben.

## Persönliche Bestleistungen
- Weitsprung: 7,13 m, 27. Mai 2010, Sotschi
  - Halle: 6,87 m, 15. Januar 2008, Krasnodar